# Pêche bigoudène
Pour les articles homonymes, voir Pêche.

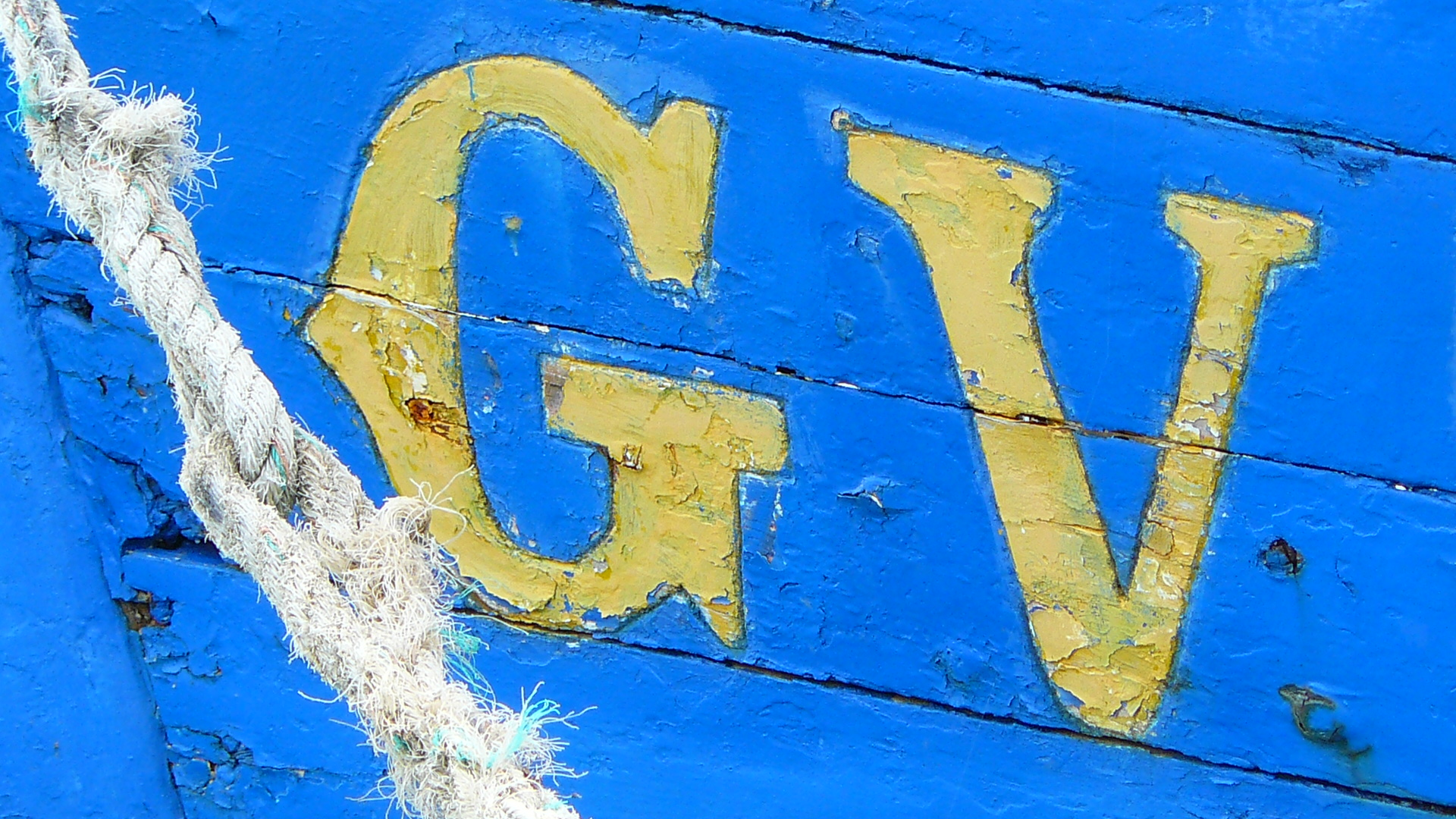
Initiales du quartier d'immatriculation GV (ancien quartier maritime du Guilvinec).

La pêche bigoudène est l'activité de pêche maritime professionnelle du pays Bigouden, dans le Finistère, en Bretagne. Les huit ports bigoudens du sud (Saint-Guénolé, Saint-Pierre, Kérity, Guilvinec-Léchiagat, Lesconil, Loctudy, l'Île-Tudy et Sainte-Marine) formaient de 1919 à 2009, avec le port voisin de Bénodet, le quartier maritime du Guilvinec, dont les initiales d'immatriculation étaient GV. Les bateaux de l'ancien quartier maritime font aujourd'hui partie d'un même quartier d'immatriculation, et gardent les mêmes initiales.
Depuis 2008, trois ports (Saint-Guénolé, Guilvinec et Loctudy) pratiquaient le chalutage et disposaient d'une criée. En 2011, le quartier d'immatriculation GV comptait 809 marins et 236 navires. En 2014, dans les trois criées bigoudènes, la vente « déclarée en criée » par les bateaux français représentait 30 301 tonnes pour une valeur de 94,5 millions € (données provisoires).

## Situation

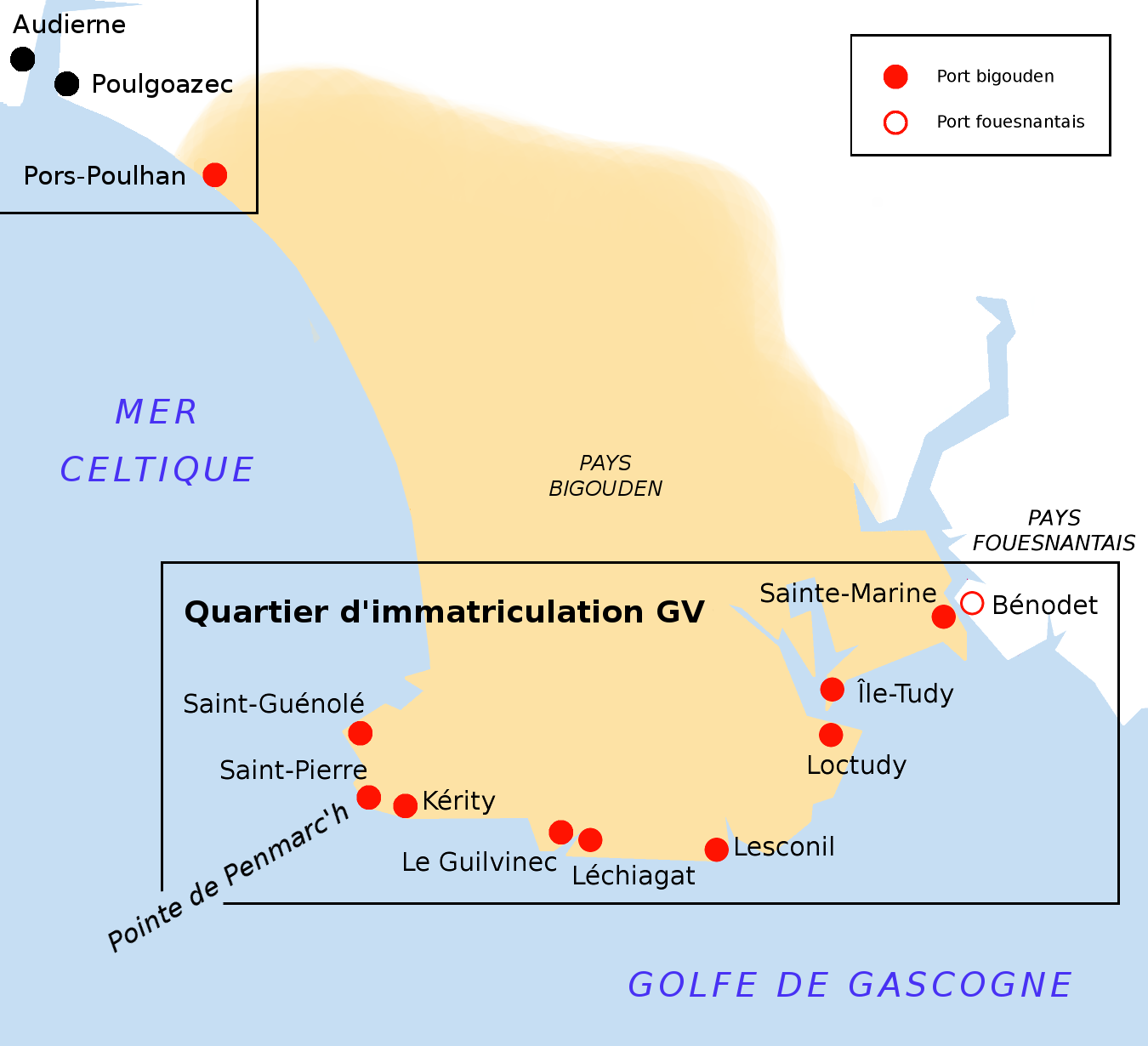
Proche d'Audierne, Pors Poulhan est dans le quartier d'immatriculation AD. Groupés au sud, les huit autres ports bigoudens et Bénodet forment le quartier d'immatriculation GV.

Formant la pointe sud-ouest de la Bretagne, le pays Bigouden est une aire culturelle, une entité de tradition qui  n'a pas d'existence administrative. Cet espace est baigné par la mer Celtique à l'ouest et par le golfe de Gascogne au sud. La pointe de Penmarc'h initie la ligne de partage entre ces deux zones de l'océan Atlantique.

## Ports

### Pors Poulhan
Situé au nord, éloigné des autres ports bigoudens, Pors Poulhan est partagé entre les communes de Plouhinec et de Plozévet. En 2009, il compte douze bateaux (de deux à cinq tonneaux) armés par des pêcheurs professionnels. Autrefois rattaché au quartier maritime d'Audierne du fait de la proximité, il est aujourd'hui compris dans le quartier d'immatriculation AD. Aussi n'entre-t-il pas dans les données concernant le quartier d'immatriculation GV.

### Quartier d'immatriculation GV
La côte sud du pays Bigouden compte huit ports d'importance inégale. Ce sont, d'ouest en est :
- Saint-Guénolé, Saint-Pierre et Kérity, tous trois sur la commune de Penmarc'h ;
- Guilvinec-Léchiagat, qui réunit les ports du Guilvinec (rive ouest) et de Léchiagat (rive est, sur la commune de Treffiagat) ; la criée se trouve sur la rive guilviniste, l'élévateur sur la rive de Léchiagat, le lycée professionnel maritime du Guilvinec est à Treffiagat ;
- Lesconil (sur la commune de Plobannalec-Lesconil), dont la criée a fermé en 2008 et dont l'activité de chalutage s'éteint ;
- Loctudy ;
- l'Île-Tudy, qui n'a plus aujourd'hui de bateaux armés à la pêche professionnelle[3] ;
- Sainte-Marine, sur la commune de Combrit.

De 1919 à 2009, les huit ports bigoudens sont réunis en un quartier maritime du Guilvinec comprenant en plus un port du Pays fouesnantais, Bénodet, qui n'est séparé du pays Bigouden que par l'embouchure du fleuve Odet.
Le 1er janvier 2010, les services chargés de la mer et du littoral sont réorganisés, et les quartiers maritimes disparaissent. Les anciens quartiers maritimes de Douarnenez, d'Audierne et du Guilvinec dépendent maintenant du PAM (pôle des Affaires maritimes) du Guilvinec. En revanche, les initiales des numéros d'immatriculation ne changent pas. Elles restent DZ, AD et GV : trois « quartiers d'immatriculation » correspondent maintenant aux trois anciens quartiers maritimes. La notion de « quartier » reste donc forte, et l'administration elle-même ne dédaigne pas d'y avoir recours.
Sur les neuf ports du quartier d'immatriculation GV, seuls les trois plus importants (Saint-Guénolé, Guilvinec et Loctudy) pratiquent le chalutage et disposent d'une criée.

## Histoire

### Époque médiévale

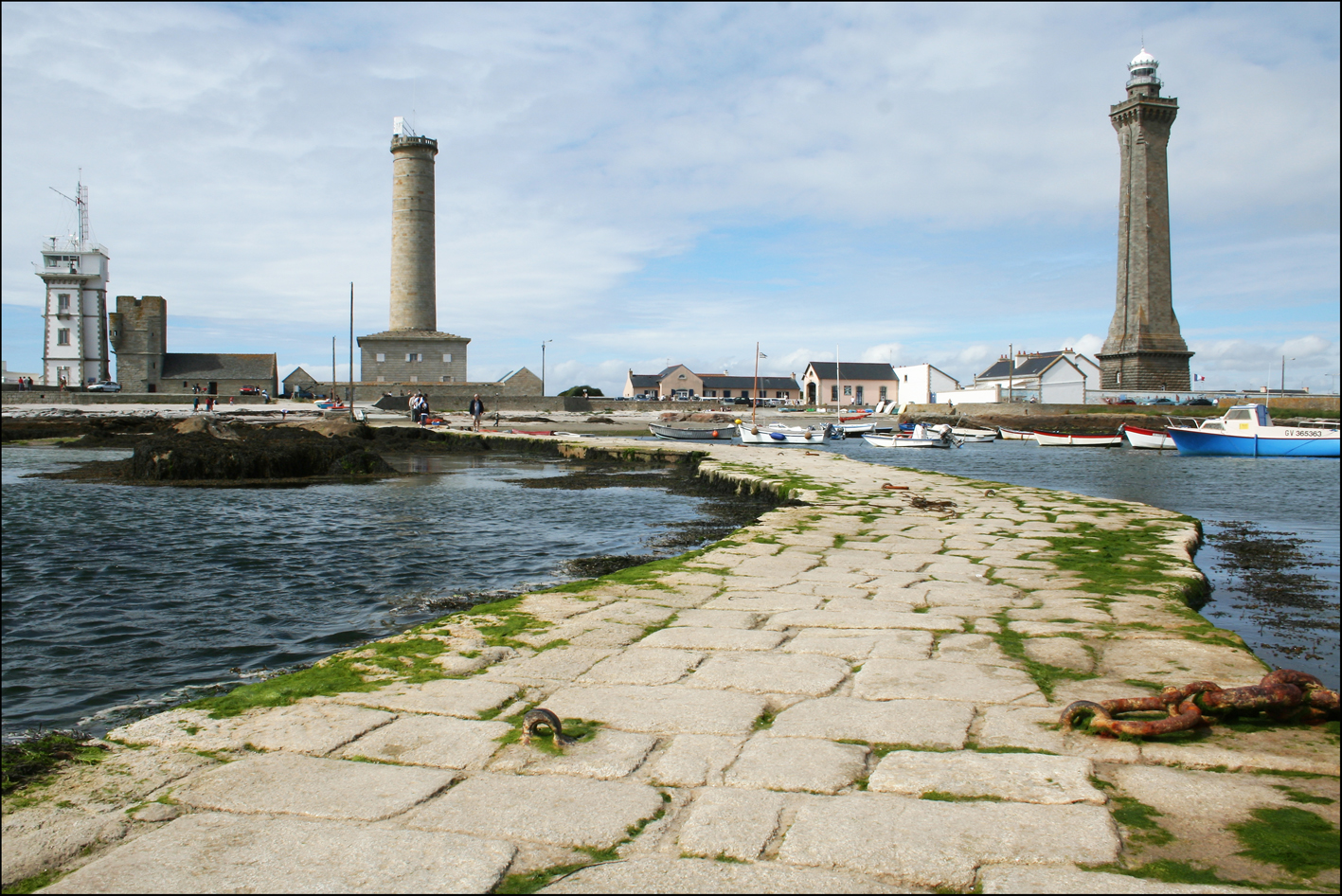
Le petit port de Saint-Pierre, à la pointe de Penmarc'h, en 2007.

Il semble que le berceau de l'activité de pêche et de commerce de la pointe de Penmarc'h soit Saint-Guénolé (alors trève de Beuzec-Cap-Caval). Selon Serge Duigou et Jean-Michel Le Boulanger, ce port est d'abord situé au sud de la presqu'île. Au XIIIe siècle, les  habitants de la pointe de Penmarc'h pêchent le merlu de nuit comme de jour (mais sans s'éloigner plus d'une journée de la côte). Ils pêchent aussi le congre et la julienne. En 1395, la paroisse de Tréoultré (aujourd'hui, commune de Penmarc'h) compte 116 familles de pêcheurs (ses deux ports sont Saint-Pierre et Kérity). C'est la plus grande concentration de marins du Cap Caval (ancien nom du pays Bigouden). Le poisson est séché pour être expédié dans les grandes villes de Nantes, de La Rochelle et surtout de Bordeaux. Au XVe siècle, le port de Saint-Guénolé est transféré au nord de la presqu'île.

### Renaissance
Au XVIe siècle, l'ensemble formé par Tréoultré, Saint-Pierre et Kérity est le plus important port de commerce breton. Kérity en est le centre économique. Il possède un marché aux poissons.
Deux autres ports se montrent particulièrement dynamiques : l'Île-Tudy et Sainte-Marine (que les auteurs anciens appellent régulièrement Loctudy et Bénodet).
Après la mise à sac de la paroisse de Tréoultré par La Fontenelle en 1596, l'activité de pêche et de commerce va continuer, mais bien moins florissante. Les caboteurs de Saint-Pierre et de Kérity vont livrer le merlu et le blé jusqu'à Saint-Jean-de-Luz. Mais, du XVIIe siècle au milieu du XIXe, c'est l'Île-Tudy qui est le plus important port bigouden. Ses marins se partagent entre le cabotage et la pêche au merlu et au congre.

### L'activité maritime au gré des guerres (XVIIIe–XIXesiècle)
En 1669, Colbert instaure le système des classes pour fournir des hommes d’équipage à la Marine royale. Les conséquences sont lourdes pour les populations du littoral bigouden, notamment à l’occasion des guerres de Sept Ans (1756-1763), d’Amérique (1778-1783), de la Révolution (1792-1802) et napoléoniennes (1803-1815). Ceux qui ne disparaissent pas dans les combats pourrissent captifs sur les pontons anglais, où ils meurent d’épidémie. Pendant la guerre d'Amérique, 37 marins de Guilvinec-Léchiagat sont enrôlés, 12 ne reviennent pas ; 30 de l'Île-Tudy sont enrôlés, 10 ne reviennent pas. Les paies sont réglées avec des années de retard, le régime de protection invalidité fait certes l’objet de prélèvements sur la paie, mais le versement d'une pension ne constitue qu’une faveur royale, pas un droit. Les familles sont jetées dans la misère. C’est un « désastre humain » et une « catastrophe économique » pour le littoral bigouden.

### Développement progressif de l'activité de conserve auXIXesiècle

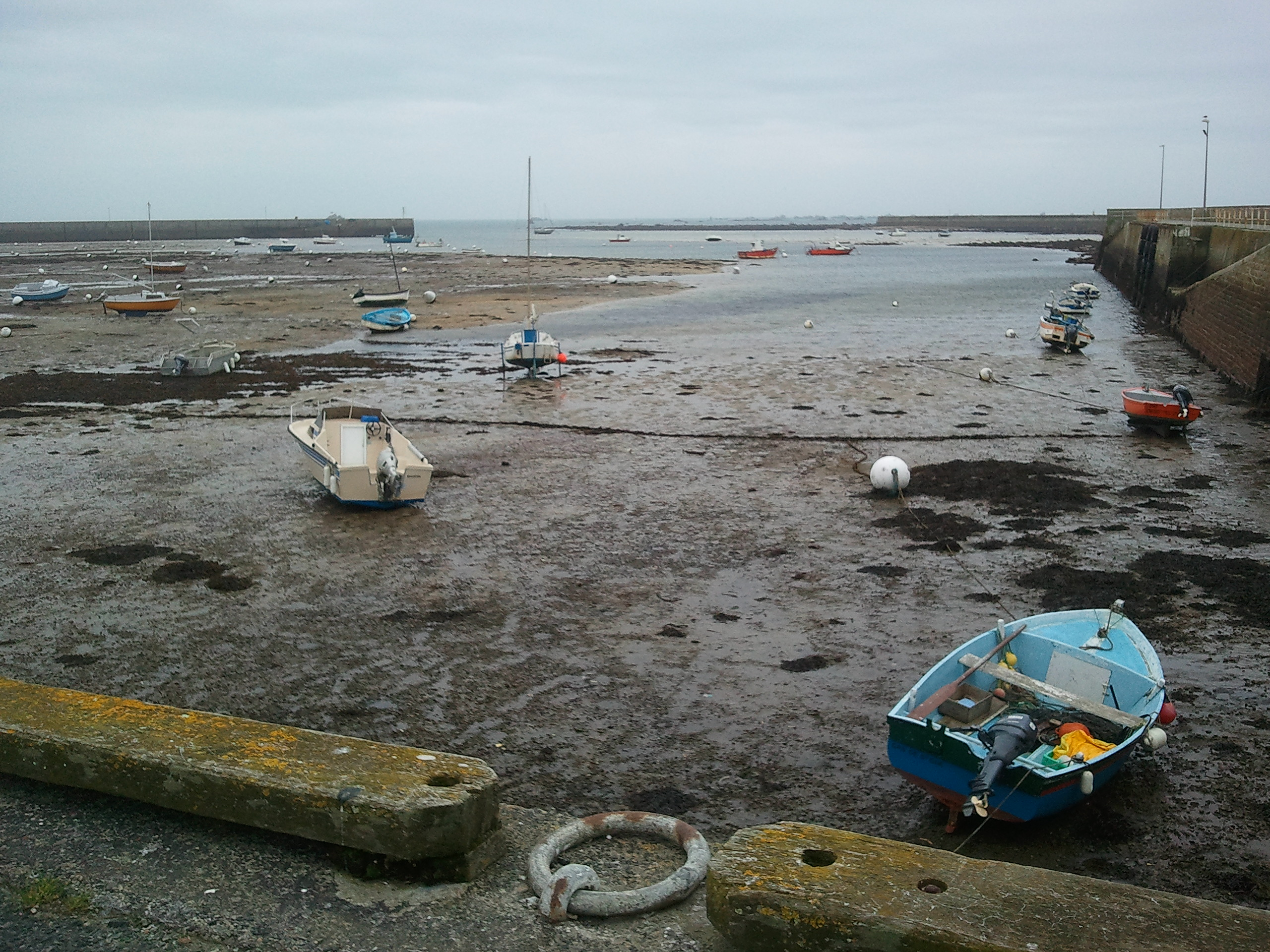
Kérity, en 2011.

De 1848 à 1919, l'inscription des navires bigoudens se fait à Quimper, faute de locaux disponibles sur la côte. Le numéro d'immatriculation est alors précédé de la lettre Q.
Sous l'influence des ports voisins de Concarneau (à l'est) et de Douarnenez (au nord), la pêche bigoudène commence à se développer au XIXe siècle avec l'activité sardinière. La pêche au maquereau s'y substitue quand la sardine s'éloigne des côtes.
En 1863, le chemin de fer arrive à Quimper. Le poisson est acheminé jusqu'à la gare par charrettes, qui accomplissent les quelque 30 kilomètres en deux heures. En 1884, le train relie Quimper à Pont-l'abbé, ce qui réduit le parcours charretier.
À l'exception de Loctudy (port de commerce doté d'une cale dès 1848), les ports bigoudens ne sont que des lieux d'échouage mal abrités, peu accessibles à marée basse, dénués d'infrastructures de débarquement et de commercialisation. Tandis que d'importants travaux sont entrepris à Douarnenez et à Concarneau, les financements d'État sont refusés au pays Bigouden qui, aux yeux des pouvoirs publics, reste voué à l'agriculture. Il va falloir un siècle (de 1868 à 1968) pour que, petit à petit, quelques-uns des ports bigoudens soient correctement protégés et aménagés. En 1868, on construit un quai à l'Île-Tudy, et en 1870 une cale au Guilvinec. En 1880, les pêcheurs de Kérity construisent eux-mêmes leur cale. Celle de Saint-Guénolé voit le jour à la même époque. En 1882, la cale du Guilvinec est prolongée, mais reste inaccessible à marée basse.
Le réseau d'acheminement du poisson frais n'étant pas encore adapté, c'est l'implantation d'usines de conserve qui permet l'expansion des flottilles bigoudènes. Quinze conserveries et dix-neuf mareyeurs suscitent le développement de six ports :
- Saint-Guénolé (6 usines, 604 marins pour 100 bateaux en 1887) ;
- Kérity ;
- Guilvinec (6 usines, 6 ateliers de marée, 830 marins pour 100 navires en 1891) ;
- Lesconil (1 usine, 60 bateaux en 1896) ;
- Loctudy ;
- l'Île-Tudy (2 usines, 60 bateaux).

Dans la deuxième moitié du XIXe siècle, la France a le monopole de la conserve. La plupart des usines sont installées en Bretagne. Certes, des conserveries s'implantent en Espagne et au Portugal à partir de 1880, mais les effets de cette concurrence ne sont pas ressentis dans l'immédiat.
En 1874, l'ensemble du quartier maritime de Quimper (qui inclut alors Douarnenez et Concarneau en plus des ports bigoudens) compte 781 bateaux de pêche, employant en tout 3 903 hommes. En 1893, on compte en pays Bigouden 2 400 inscrits maritimes pour 400 navires : chaloupes de 10 à 12 mètres (menées par environ 5 hommes) et canots plus courts, moins robustes et moins coûteux.
Le calendrier des pêches était approximativement le suivant : la crevette était pêchée de février à mai ; le maquereau de mars à juin ; le homard, la langouste, les crustacés et les coquillages de mars à novembre ; la sardine et le thon de juin à novembre ; le poisson frais toute l'année.

### Début duXXesiècle

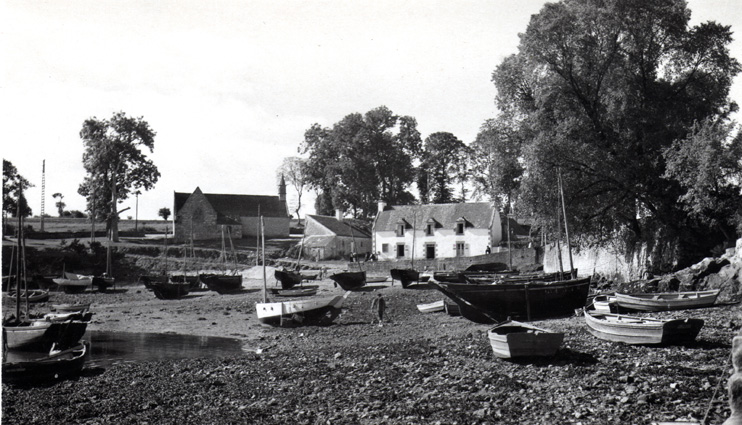
Sainte-Marine, au début du XXe siècle.

En 1900, la municipalité du Guilvinec finance la construction d'un môle.
De 1902 à 1909, la sardine disparaît des côtes françaises. Une misère noire s'installe sur la côte bigoudène. Le terrain de l'exportation est alors occupé par les conserveurs espagnols et portugais. La sardine revenue, les usiniers bretons n'arrivent pas à reconquérir leurs marchés extérieurs, ni à écouler leur production.

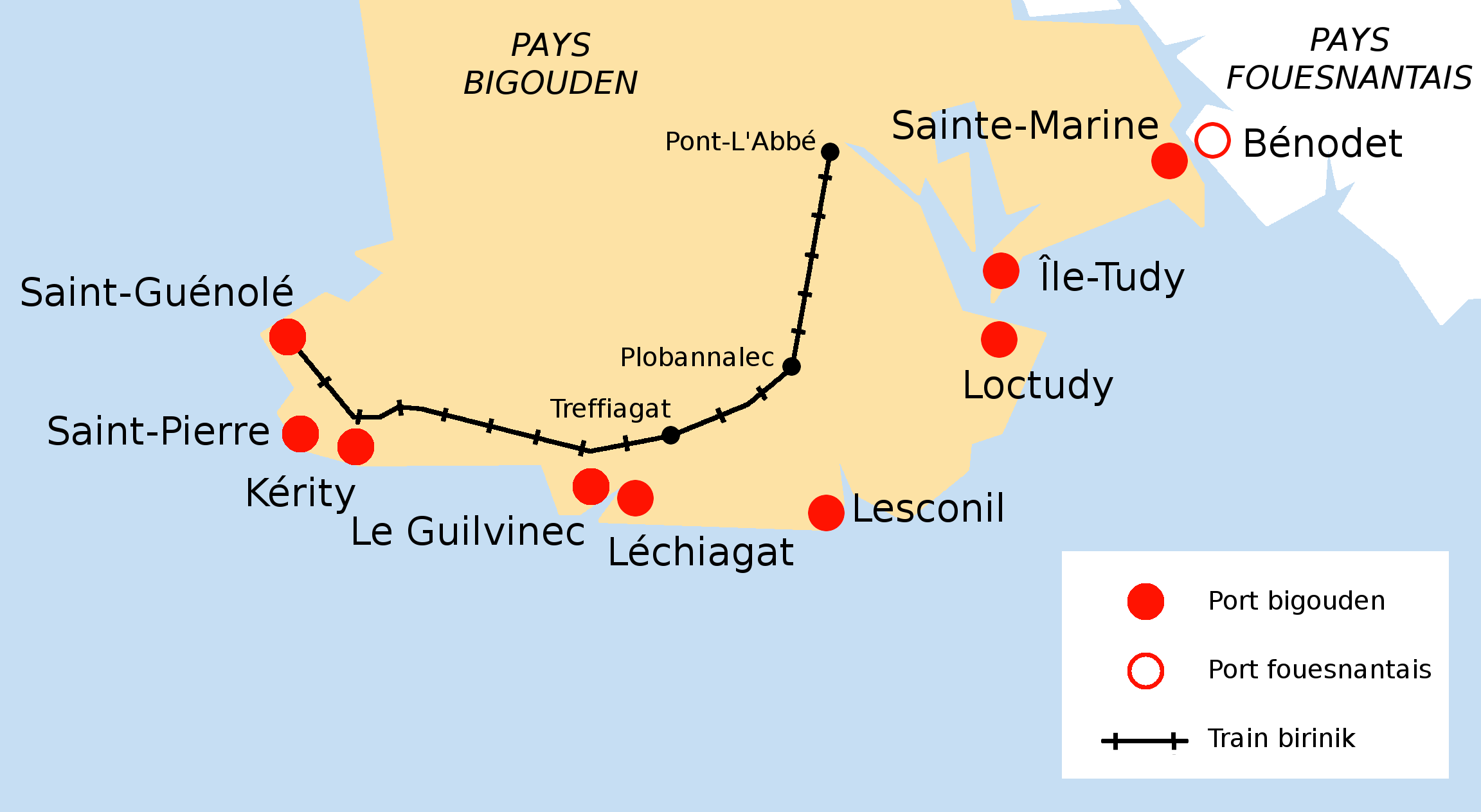
La ligne du train birinik.

Le 4 juillet 1907, s'ouvre la ligne du train birinik, à voie étroite, qui relie les ports de Saint-Guénolé, Kérity et Guilvinec à Pont-l'Abbé, via Treffiagat et Plobannalec.
De 1907 à 1914, on construit une digue à Lesconil. En 1909, on construit au Guilvinec une digue de 90 mètres à l'ouest et un môle de 415 mètres au sud.
En 1919, l'administration acquiert l'ancien hôtel de l'Océan, rue de la Marine, au Guilvinec. Ce port devient alors chef-lieu d'un quartier maritime qui porte son nom. Les lettres GV précèdent dorénavant le numéro d'immatriculation des navires bigoudens et bénodétois.
En 1920, l'administration autorise l'emploi du filet tournant en baie d'Audierne, ce qui provoque une abondance des captures. Les conserveurs décident d'en profiter : en 1926, ils se réunissent en un « comptoir d'achat » destiné à maintenir des prix bas. La chute du prix de la sardine provoque, en mai, une grève des pêcheurs de Saint-Guénolé, grève qui s'étend bientôt à tout le Finistère. En juillet, le comptoir d'achat est supprimé. Le même mois, les ouvrières des usines du pays Bigouden entament une grève afin d'obtenir des augmentations de salaire. C'est également en 1926 qu'en pays Bigouden la pinasse, venue du bassin d'Arcachon, commence à remplacer la chaloupe.
Dans les années 1920, les premiers moteurs apparaissent sur les navires du quartier. Le Crédit maritime consent aux marins les prêts nécessaires pour s'équiper. Ces moteurs, installés d'abord sur les annexes, puis sur les pinasses, ne constituent pour le moment qu'une force d'appoint. Les bateaux bigoudens, toujours à voile, ne sont donc pas assez puissants pour tracter des chaluts à panneaux (plus maniables et plus pêchants que les chaluts à perche).
La surproduction de sardine reste un mal endémique, ce qui va provoquer la disparition progressive de cette activité dans le quartier. De nombreux Bigoudens, notamment du Guilvinec, vont pêcher et vendre ailleurs. C'est dans les années 1930 que la migration saisonnière des bateaux du Guilvinec est la plus forte : ils partent six mois par an vers les ports de la côte sud de la Bretagne (Quiberon, Le Palais, Le Croisic).
En 1932, on élève un brise-lames à Kérity.
De 1924 à 1934, le prix de la sardine baisse de façon spectaculaire (− 66 %), celui du maquereau également (− 46 %). Dans le même temps, le prix des espèces pêchées au chalut à perche se comporte mieux : celui de la langoustine ne baisse que de 13 % et celui de la raie progresse de 40 %. Cependant, les performances d'un chalut à perche restent trop modestes pour rentabiliser un navire. On teste alors le chalut à panneaux, qui se révèle six fois plus efficace. Son temps semble venu, puisque 74 % des bateaux du quartier sont motorisés. Mais beaucoup de patrons se sont endettés pour cela, et ne peuvent en temps de crise se permettre de nouveaux investissements. En 1934, le chalut à panneaux n'équipe que 5 bateaux sur 917.

### Années 1940
Après la Seconde Guerre mondiale, de nombreux patrons se livrent au chalutage côtier. Le chalut à panneaux se généralise. On construit maintenant des bateaux de 14 à 16 mètres spécialement dédiés au chalutage : les malamoks. La recherche du merlu et l'augmentation de la jauge des navires conduit à allonger les marées jusqu'à 3 jours.
En 1947, Eugène Moysan, du Guilvinec, patron de la Celtique, rapporte de la grosse langoustine qu'il a pêchée par hasard au sud de l'Irlande. Il la vend bien aux mareyeurs de Concarneau. Des pêcheurs de Saint-Guénolé et du Guilvinec l'imitent bientôt. Mais, si la pêche hauturière commence à se développer, les infrastructures portuaires ne sont pas adaptées (accès difficile à marée basse, débarquement pénible, prix irréguliers), ce qui incite les hauturiers bigoudens à vendre à Concarneau, voire à Lorient. En 1948 au Guilvinec, pour permettre l'accueil des hauturiers, on dérocte le bassin, on commence à construire le terre-plein, on aménage des quais. En 1949 à Saint-Guénolé, on barre la grande passe, on drague la petite passe et le bassin, on construit un quai de 180 mètres.

### Années 1950

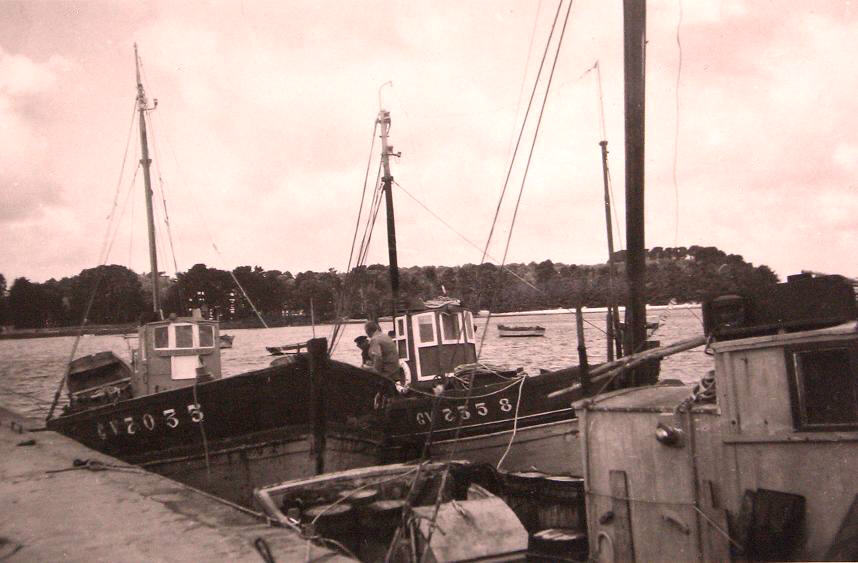
Sardiniers à l'Île-Tudy, en 1954.

Dans les années 1950, on voit des hauturiers se spécialiser dans la langoustine du début du printemps à la fin de l'automne, et revenir à la pêche côtière en hiver. Certains s'interrompent en été pour armer au thon, qu'ils pêchent à la ligne, le traquant du nord des Açores au sud de l'Irlande.
En 1955, on construit une cale de 55 mètres à Lesconil et un quai de 160 mètres à Loctudy.
En 1956, on construit un petit hangar à poisson à Saint-Guénolé. À partir de 1958, la pêche au maquereau n'est plus rentable pour les pêcheurs de ce port. Habitués de la mer Celtique en hiver, ils entreprennent d'y pêcher au chalut toute l'année.
Au Guilvinec, l'évolution est tout autre. En 1959, on y construit une criée, peut-être dans l'idée de doter la pêche bigoudène d'un pôle commercial unique. Mais les hauturiers de Saint-Guénolé et de Loctudy gardent l'habitude de vendre à Concarneau, et réclament pour leurs ports des aménagements comparables à ceux du Guilvinec. D'ailleurs, les mareyeurs guilvinistes n'ont pas de clientèle pour les produits « sur glace » (pêche conservée à bord, dans la glace, huit jours et plus). À la belle saison, les langoustiniers hauturiers continuent donc de vendre à Concarneau, et le poisson frais manque au Guilvinec, tandis qu'en hiver il débarque en trop grande quantité. Le syndicat des mareyeurs réagit à ce déséquilibre saisonnier en créant l'Armement guilviniste. Ses trois navires sont chargés de fournir du poisson frais toute l'année à la criée du Guilvinec. Ce poisson se vend bien, ce qui incite plusieurs hauturiers guilvinistes à délaisser la langoustine pour le poisson.
La flotte côtière bigoudène se développe plus rapidement que la hauturière : 
Guilvinec compte 120 côtiers pour 15 hauturiers. L'explication réside peut-être dans le fait qu'à cette époque le volume des fonds avancés par le Crédit maritime est limité. La majorité des bateaux bigoudens sont donc financés par des associations de quirataires, pour qui le coût de construction d'un côtier est plus abordable. En 1956, le Crédit maritime ne consent de prêts que pour la construction de 4 chalutiers, sur les 18 mis en chantier cette année-là.

### Années 1960

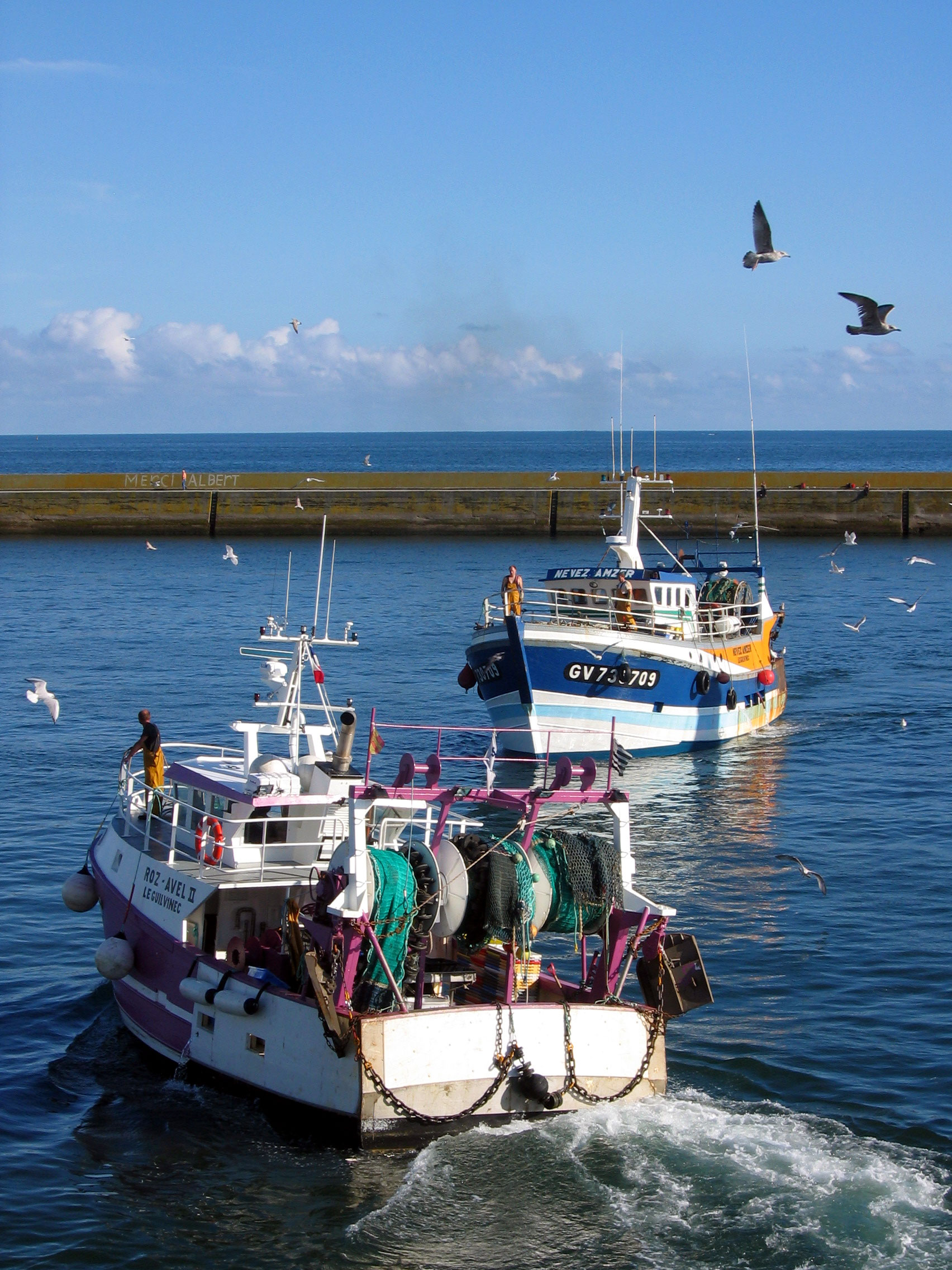
Retour des côtiers au Guilvinec, en 2008. Le bateau du premier plan vient de débarquer sa pêche. Le second s'apprête à l'imiter.

En 1961, à Saint-Guénolé, on construit un épi de 250 mètres pour protéger l'entrée du port. L'année suivante, on construit à Loctudy 100 mètres de quai, et à Lesconil 225 mètres de quai et deux terre-pleins. Le 29 juin 1963, la ligne du train birinik est fermée. On construit une criée à Loctudy en 1965, à Lesconil en 1966, à Saint-Guénolé en 1968. Tandis que les quatre ports principaux sont peu à peu protégés et convenablement équipés, les cinq autres ports du quartier bénéficient de peu d'investissements, et sont bientôt désertés.
Depuis 1961, le volume des prêts du Crédit maritime est en constante progression. La construction des navires hauturiers en est facilitée (avec toujours un recours aux quirataires). La flotte hauturière augmente jusqu'en 1967.
Cette année-là, c'est la crise de la pêche. Les marins se mettent en grève durant 15 jours, réclamant « la limitation des importations de poisson, la détaxation des carburants, la diminution du prix des équipements radioélectriques et la saine commercialisation du poisson ». En 1968, un vaste mouvement social paralyse la France. Les pêcheurs s'y joignent du 10 mai au début du mois de juin.

### Années 1970
De 1968 à 1973, la pêche connaît une période de récession. Les investisseurs étrangers au monde marin se désengagent. La flotte hauturière diminue.
Depuis 1971, un nouveau régime d'aide à la pêche est en place. Mais le premier choc pétrolier provoque en 1974 une augmentation des coûts de construction et une hausse du prix du carburant. Malgré une nouvelle amélioration cette année-là du régime d'aide à la construction pour la pêche artisanale, peu de nouveaux bateaux sont mis en chantier. À la fin des années 1970, la flotte bigoudène est particulièrement vétuste.
Plusieurs grèves marquent la décennie…
- En février 1975, les marins se mettent en grève pour protester contre la chute des cours. Ils bloquent le port de Brest.
- Du 26 mai au 8 juin 1977, les marins se mettent en grève, à la suite de l'arraisonnement par la Royal Navy d'un langoustinier de Saint-Guénolé (maillage non réglementaire). Ils bloquent les ports de Roscoff et de Brest, et très vite déposent quantité de revendications.
- Du 17 septembre au 4 octobre 1979, les marins se mettent en grève[42].

### Années 1980

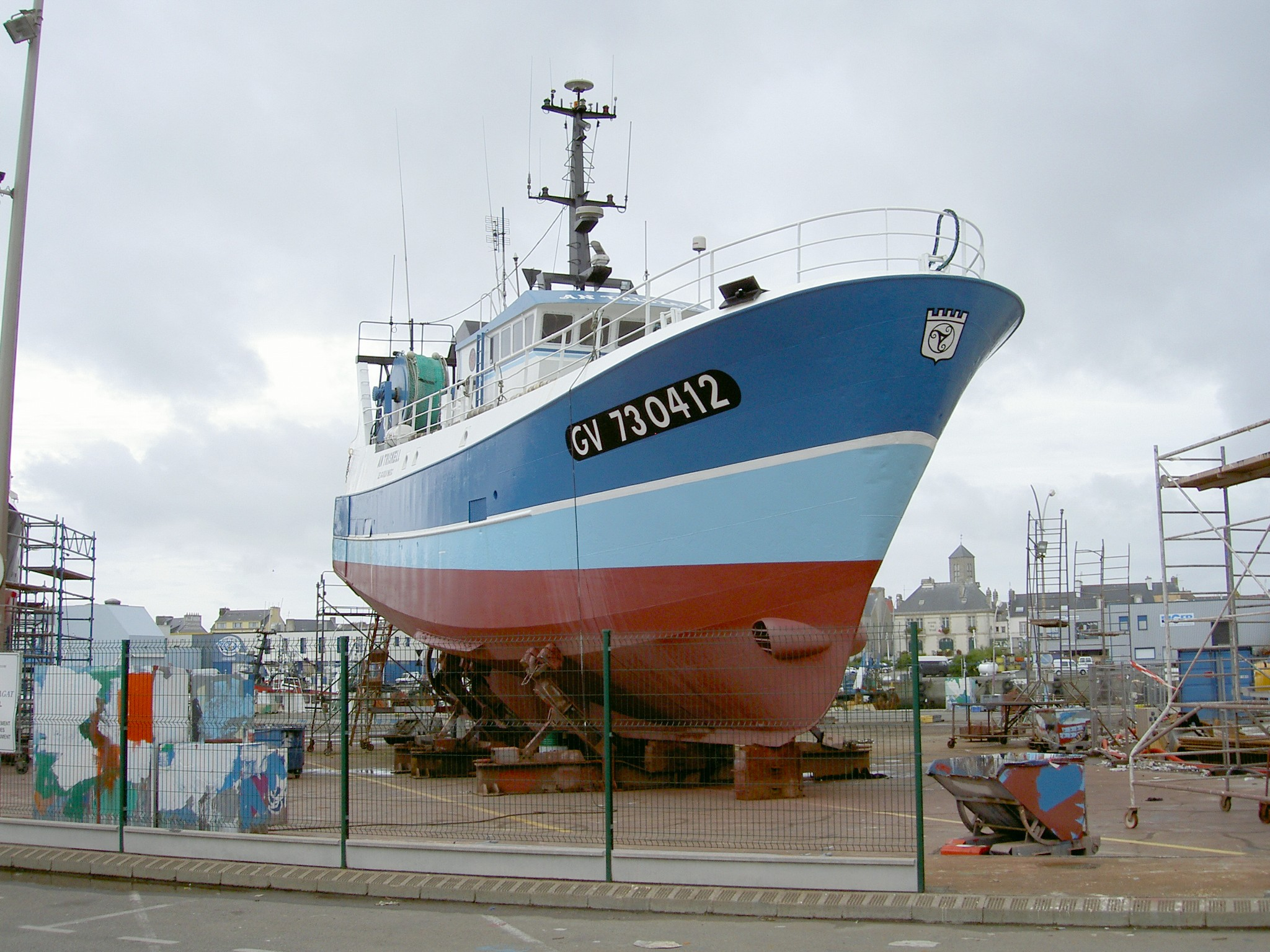
An Triskell, chalutier hauturier (23.95 m) de Loctudy, en peinture à Léchiagat, en 2008. À l'arrière-plan, au-delà du bassin, Guilvinec.

Du 21 août au 6 septembre 1980, les marins se mettent en grève pour protester contre la hausse des carburants.
Dans les années 1980, le nombre de bateaux est stable dans le quartier, mais c'est la flotte hauturière qui se développe (notamment de 1980 à 1983), au détriment de la côtière. Car les jeunes patrons sont attirés par la pêche au large, plus rémunératrice, et les nouvelles dispositions d'aide leur permettent maintenant de construire des chalutiers hauturiers. La pêche côtière voit sa flotte et ses patrons vieillir. Lesconil en fournit un exemple. Il se développe fortement dans les années 1960, se spécialisant dans la langoustine vivante, espèce d'un excellent rapport. Cependant, il est trop exigu pour accueillir des navires hauturiers (ses chalutiers de petite pêche mesurent 14 mètres, lorsque les hauturiers font une vingtaine de mètres). Il reste cantonné dans la petite pêche, et la conjoncture économique lui interdit de renouveler sa flottille vieillissante. Il voit sa jeunesse partir dans la hauturière. La flottille de Loctudy s'est elle aussi fortement développée dans les années 1960. Elle aussi décline. Au Guilvinec, le nombre des hauturiers dépasse maintenant celui des côtiers. À Saint-Guénolé, la proportion reste la même.
Au début des années 1980, règne une certaine euphorie, avec une flottille hauturière qui se modernise, des apports qui augmentent, une valeur qui ne désarme pas, des circuits commerciaux désormais bien en place. Mais, en 1985 et 1986, pour la première fois depuis la Seconde Guerre mondiale, la production baisse. Jusqu'à la fin de la décennie, la pêche bigoudène semble pourtant garder son équilibre, grâce à un surcroît de travail des marins et grâce à une valeur qui continue de progresser.
En même temps que de nouveaux régimes d'aide à la construction, des mesures visant à protéger la ressource sont mises en place, certains stocks se trouvant dans un état « alarmant » : le deuxième POP (Plan d'orientation pluriannuel), qui couvre la période 1987-1991, a pour but de réduire de 5 % la puissance de la flotte de l'Union européenne. Ces mesures rendent difficiles l'accession à la propriété des jeunes. Elles favorisent les armements financièrement solides. Aussi, à partir de 1987, assiste-t-on à un regroupement des unités chalutières en sociétés. C'est ainsi qu'en 1990 est créée l'Union des armateurs bigoudens qui regroupe 5 sociétés, armant 15 navires de plus de 20 mètres.
Le 13 octobre 1989, les marins se mettent en grève pour protester contre l'interdiction de vente du merluchon hors taille.

### Années 1990

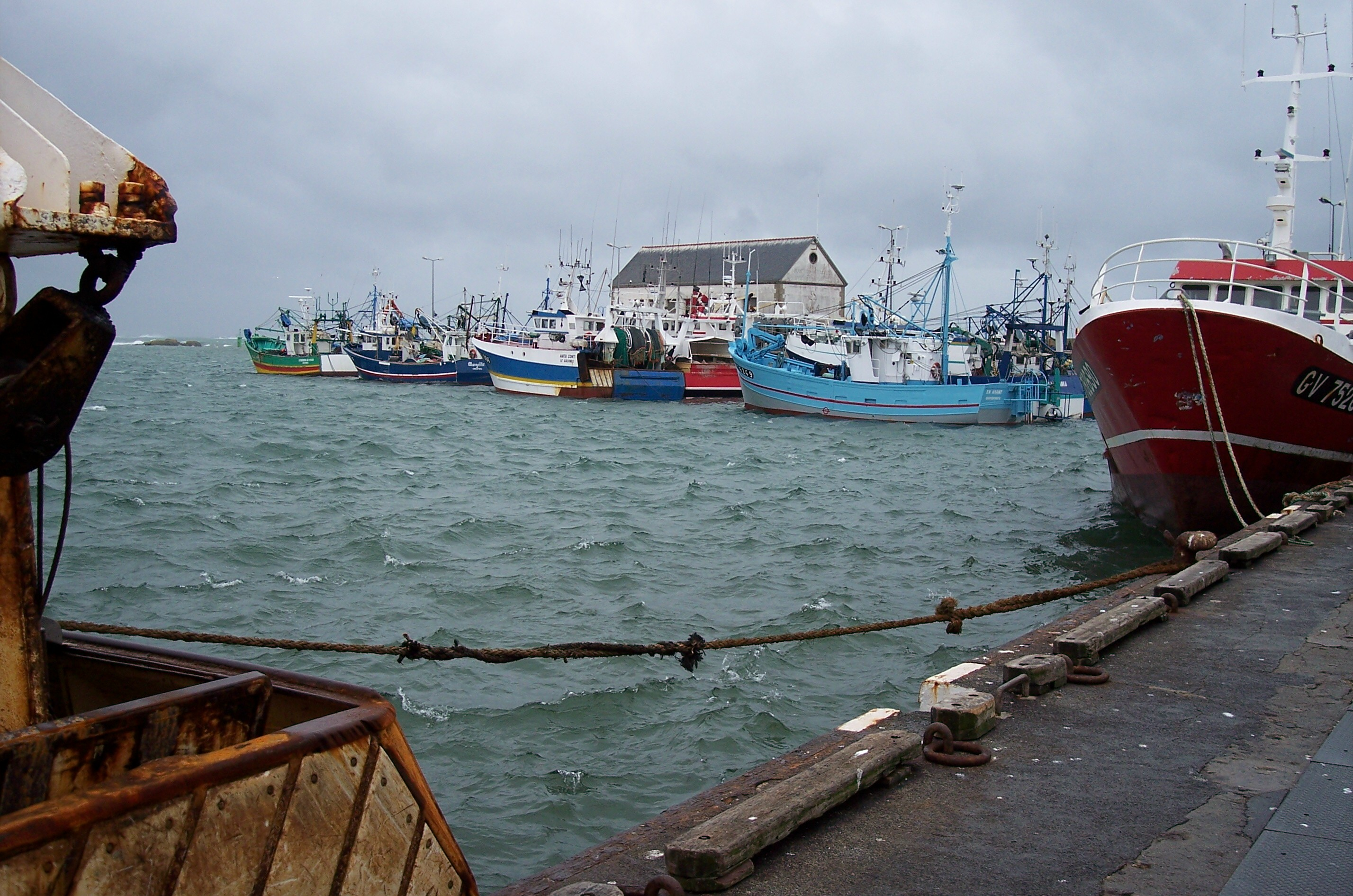
Saint-Guénolé, en 2006.

En novembre 1990, les pêcheurs bloquent le croiseur porte-hélicoptères Jeanne d'Arc à Brest, pour dénoncer les exactions des palangriers espagnols.
En mars 1991, le plan Mellick est instauré. C'est une mesure technique accompagnant le deuxième POP. Il a pour but de réduire de 100 000 kW en 9 mois la puissance de la flotte française, avant d'autoriser toute nouvelle construction. La mesure vise en priorité les navires de plus de 100 kW et de plus de 10 ans. En pays Bigouden, c'est donc la flotte des côtiers qui est touchée. Cinquante et un bateaux du quartier sortent de flotte, et l'on assiste au spectacle désolant de leur démolition. Certains chantiers de construction bois doivent cesser leur activité, ou se contenter de réparations.
En 1992, par l'effet de la mondialisation, les prix chutent, tandis que les coûts d'exploitation et les cotisations à la caisse de retraite ne cessent d'augmenter. En décembre, le troisième POP est entériné. Il vise à réduire encore, en 3 ans, l'effort de pêche.
En 1993, éclate la crise de la pêche, crise majeure, à la fois « biologique, commerciale et sociale » : surcapacité des flottes communautaires par rapport à une ressource en baisse, importations généralisées, réglementation européenne de plus en plus drastique. Les marins sont en grève du 20 février au 1er mars. Le 22 février, ils manifestent au Guilvinec, le 17 mars à Quimper. Fin juin, le port de plaisance de Bénodet est barré. Les pêcheurs réclament l'arrêt des importations sauvages extra-communautaires. De plus, dénonçant une concurrence déloyale de membres de la CEE, ils exigent le respect des règles intra-communautaires. Et ils demandent en attendant, pour compenser cette concurrence déloyale, une exonération des cotisations sociales (pour les patrons et les matelots). Ils dénoncent aussi l'écart entre le prix payé au pêcheur et celui imposé au consommateur.
Le 27 janvier 1994, les marins entament une grève de trois semaines pour les mêmes motifs que l'année précédente, en dénonçant notamment les prix bas. Le 4 février, ils manifestent à Rennes, le 12 au Guilvinec.

### Années 2000

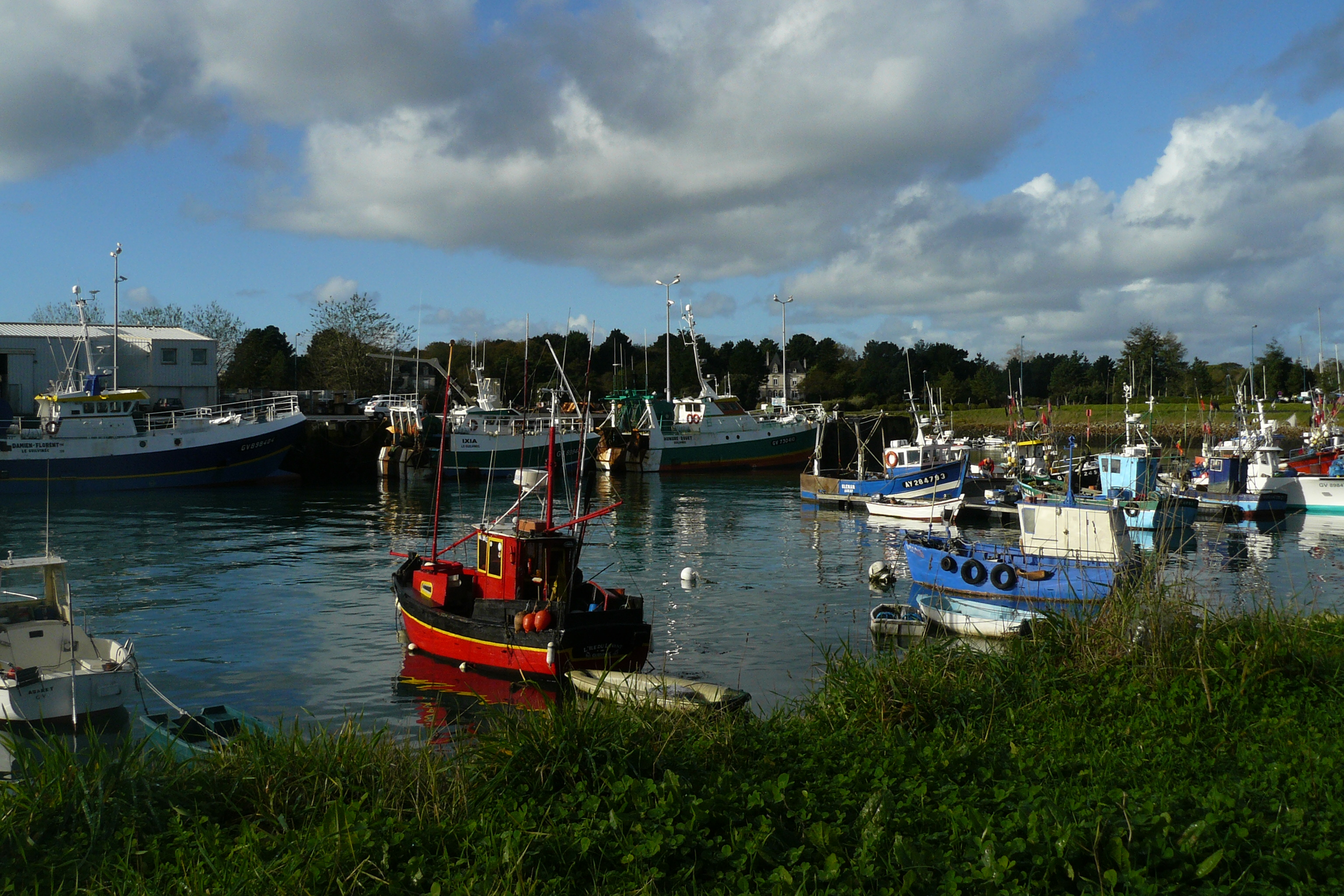
Canots et chalutiers hauturiers à Loctudy, en 2012.

En septembre 2005, les marins restent à quai. Ils protestent contre le prix du carburant et dénoncent les contrôles, qu'ils jugent trop fréquents.
Cette année-là, pour 1 150 marins embarqués, le quartier maritime du Guilvinec compte 304 bateaux :
- 147 sont armés à la petite pêche ;
- 40 à la côtière ;
- 115 à la pêche au large[55].

En 2006, Lesconil ne compte plus que 7 chalutiers à la vente.
En novembre 2007, les marins se mettent en grève pour protester contre la hausse du prix du carburant, contre les importations massives, contre le non-renouvellement d'une flotte vieillissante, contre les coûts de construction devenus inabordables dès lors qu'il n'y a plus ni aides ni subventions, contre une PCP (politique commune de la pêche) qu'ils jugent incohérente et répressive,.
Le 31 décembre 2007, pour 1 048 marins embarqués, le quartier maritime du Guilvinec compte 290 bateaux : 109 au Guilvinec, 82 à Saint-Guénolé, 76 à Loctudy, 16 à Lesconil et 7 à Bénodet. Cent vingt bateaux sont des hauturiers de 16 à 25 mètres. Trente-trois bateaux seulement ont moins de 5 ans.
En 2008, la criée de Lesconil ferme .
Durant l'été 2009, un plan de sortie de flotte est mis en œuvre. Le quartier perd 6 hauturiers et 12 côtiers. En 4 ans, il vient de perdre 30 hauturiers et 200 marins. Il y a maintenant moins de 1 000 marins dans le quartier.
En 2009, pour sa dernière année d'existence, le quartier maritime du Guilvinec (qui est le plus important de France) compte 255 bateaux :
- 25 font moins de 7 mètres, embarquant 1 marin ;
- 56 font de 7 à 10 mètres, embarquant 1,2 marin ;
- 16 font de 10 à 12 mètres, embarquant 2 marins ;
- 37 font de 12 à 15 mètres, embarquant 2,8 marins ;
- 42 font de 15 à 18 mètres, embarquant 3,7 marins ;
- 75 font de 18 à 24 mètres, embarquant 4 marins ;
- 4 font plus de 24 mètres, embarquant 5 marins[60].

### Années 2010

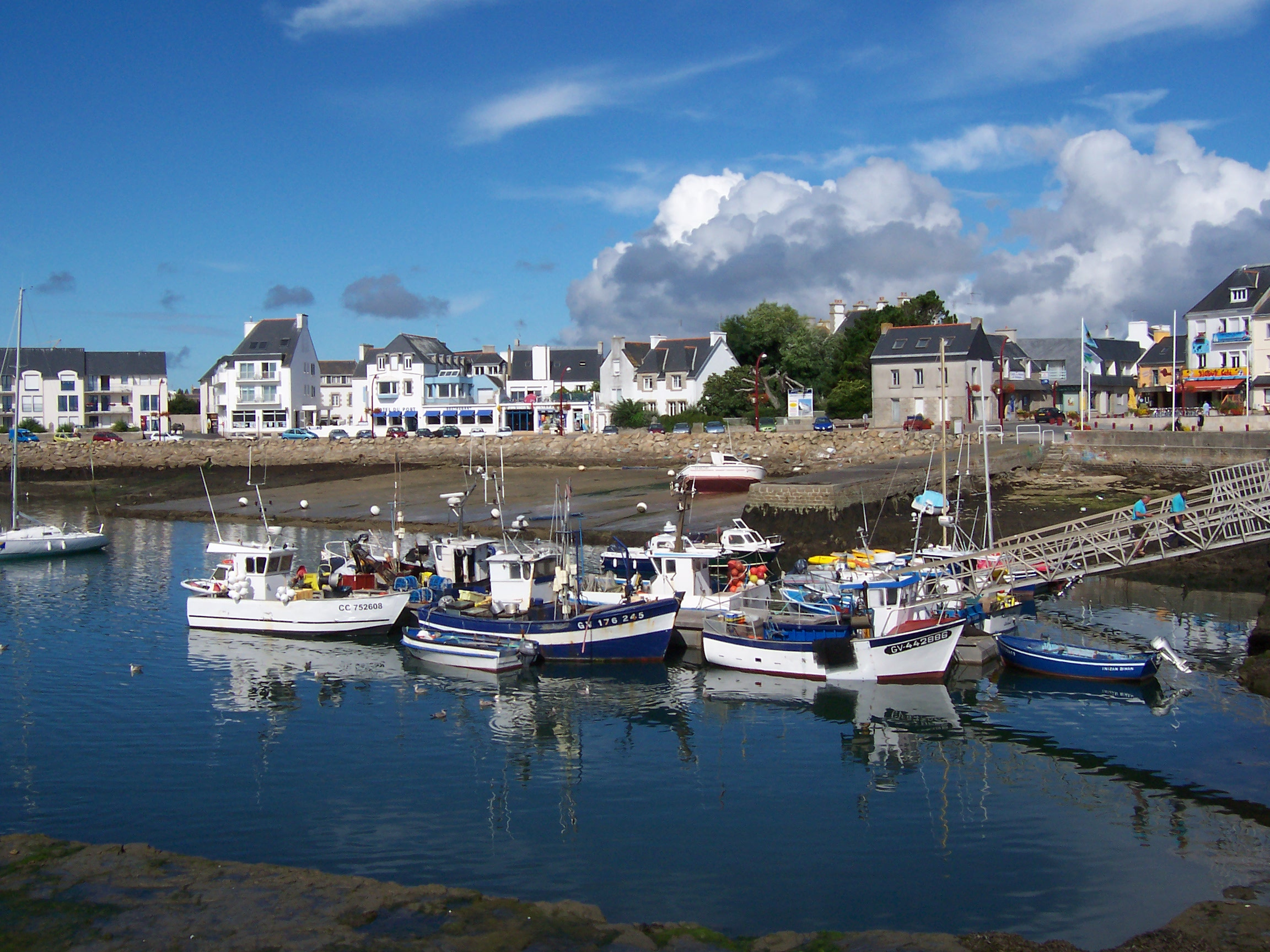
Les canots à Lesconil, en 2005.

En 2012, il n'y a plus que deux chalutiers débarquant leur pêche à Lesconil. Celle-ci est transportée par camionnette jusqu'à la criée du Guilvinec.
| Année | Navires | Marins |
| ----- | ------- | ------ |
| 1893  | 400     | 2 400  |
| 1927  | 1 170   | 4 630  |
| 1945  | 959     | 3 501  |
| 1955  | 784     | 3 755  |
| 1975  |         | 2 500  |
| 1999  | 352     |        |
| 2000  | 348     |        |
| 2001  | 346     |        |
| 2002  | 339     |        |
| 2003  | 334     |        |
| 2004  | 294     |        |
| 2005  | 304     | 1 150  |
| 2006  | 304     |        |
| 2007  | 291     | 1 048  |
| 2008  | 273     |        |
| 2009  | 255     |        |
| 2010  | 248     | 838    |
| 2011  | 236     | 809    |

## Flotte

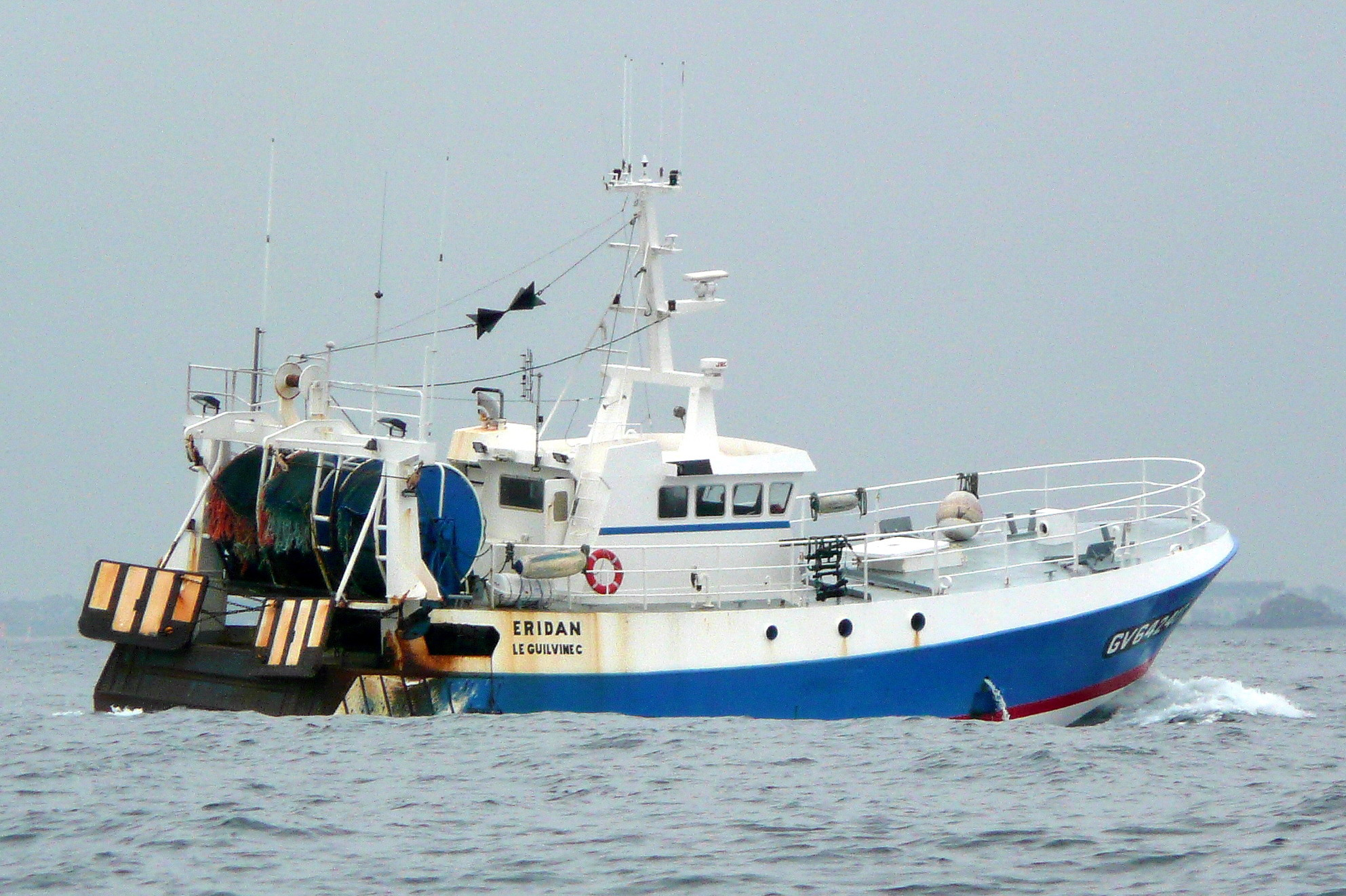
L’Eridan (20.60 m), chalutier de Loctudy, à la pointe de Penmarc'h en 2008.

### Catégories
Dans le langage courant, le terme « canots » (prononcé canott) englobe les unités ne pratiquant pas le chalutage. Au cas par cas, le mot canot désigne plutôt une embarcation de petite taille (jusqu'à 12 mètres) ; au-delà, on précise le métier : senneur, caseyeur…
Toujours dans le langage courant, on se contente de l'ancienne distinction entre côtiers et hauturiers. Cependant, depuis 1973, l'administration maritime définit quatre catégories de navigation de pêche :
- la petite pêche (navires dont l'absence du port est inférieure à 24 heures) ;
- la pêche côtière (navires dont l'absence est comprise entre 24 et 96 heures) ;
- la pêche au large (navires dont l'absence est comprise entre 96 heures et 20 jours) ;
- la grande pêche (navires de plus de 1 000 tonneaux de jauge brute — ou absence supérieure à 20 jours pour les navires de plus de 150 tjb)[65].

En 2011, pour 809 marins embarqués, le quartier d'immatriculation GV compte 236 navires :
- 122 à la petite pêche ;
- 41 à la pêche côtière ;
- 73 à la pêche au large[5].

Le pays Bigouden n'a pas de navire de grande pêche. C'est pourquoi ses marins ne fréquentent pas les zones éloignées, au nord-Irlande.

### Taille des navires par métier, en 2011
En 2011, le quartier d'immatriculation GV compte :
- 145 chalutiers :
  - 11 de moins de 12 mètres,
  - 53 de 12 à 15,99 mètres,
  - 19 de 16 à 19,99 mètres,
  - 62 de 20 à 24,99 mètres ;
- 10 senneurs :
  - 8 de 12 à 15,99 mètres,
  - 2 de 16 à 19,99 mètres ;
- 88 navires pratiquant les autres métiers arts dormants[66] :
  - 85 de moins de 12 mètres,
  - 2 de 16 à 19,99 mètres,
  - 1 de 20 à 24,99 mètres ;
- 3 navires qui sont exclusivement caseyeurs :
  - 1 de moins de 12 mètres,
  - 1 de 16 à 19,99 mètres,
  - 1 de 20 à 24,99 mètres[5].

### Flottilles des trois ports principaux, en 2012

#### Guilvinec
À Guilvinec, en 2012, la flottille est stable. Elle compte 48 hauturiers, 40 côtiers et une quinzaine de canots. Sept navires ont armé pour la campagne de thon.

#### Saint-Guénolé
Saint-Guénolé compte 14 hauturiers. L'activité y est diversifiée. La flottille comporte des chalutiers, des bolincheurs (sardiniers) et des canots (fileyeurs, ligneurs, caseyeurs). Saint-Guénolé est le quatrième port sardinier de France, en tonnage.

#### Loctudy
Loctudy concentre maintenant son activité sur la pêche au large. Celle-ci représente 87 % du tonnage débarqué et 79 % de la valeur.

## Zones de pêche

Le banc de Porcupine, la mer Celtique, l'ouest de la Manche et le golfe de Gascogne.

### «Côtiers»
Ceux que l'on appelle couramment « côtiers » se livrent en réalité, selon la législation, à deux types d'activité distincts : la petite pêche et la pêche côtière.

#### Petite pêche
Les Bigoudens pratiquent la petite pêche entre les 3° 30′ et les 5° 10′ de longitude ouest et entre les 47° 10′ et 48° de latitude nord. Ils sortent tôt le matin (vers deux ou trois heures, en été) pour rentrer avant le début de la vente en criée (qui commence entre 17 heures et 18 h 30). Ils ne peuvent donc s'éloigner de plus de quatre heures, et leurs lieux de pêche diffèrent selon le port d'attache : les bateaux de Saint-Guénolé exploitent plutôt le nord-ouest de la zone, ceux du Guilvinec l'ouest et ceux de Loctudy le sud-est.

#### Pêche côtière
La pêche côtière concerne les bateaux qui sortent pour deux à quatre jours, allant alors plus au large, fréquentant les zones des hauturiers.

### Hauturiers (pêche au large)
Les bateaux bigoudens pratiquant la pêche au large effectuent des marées de huit à quinze jours. Ils fréquentent une vaste zone comprise entre les 44 et les 53° de latitude nord et entre le 1 et les 14° de longitude ouest : mer Celtique, golfe de Gascogne, ouest de la Manche et quelques secteurs à l'ouest de l'Irlande (comme le banc de Porcupine).

## Activité

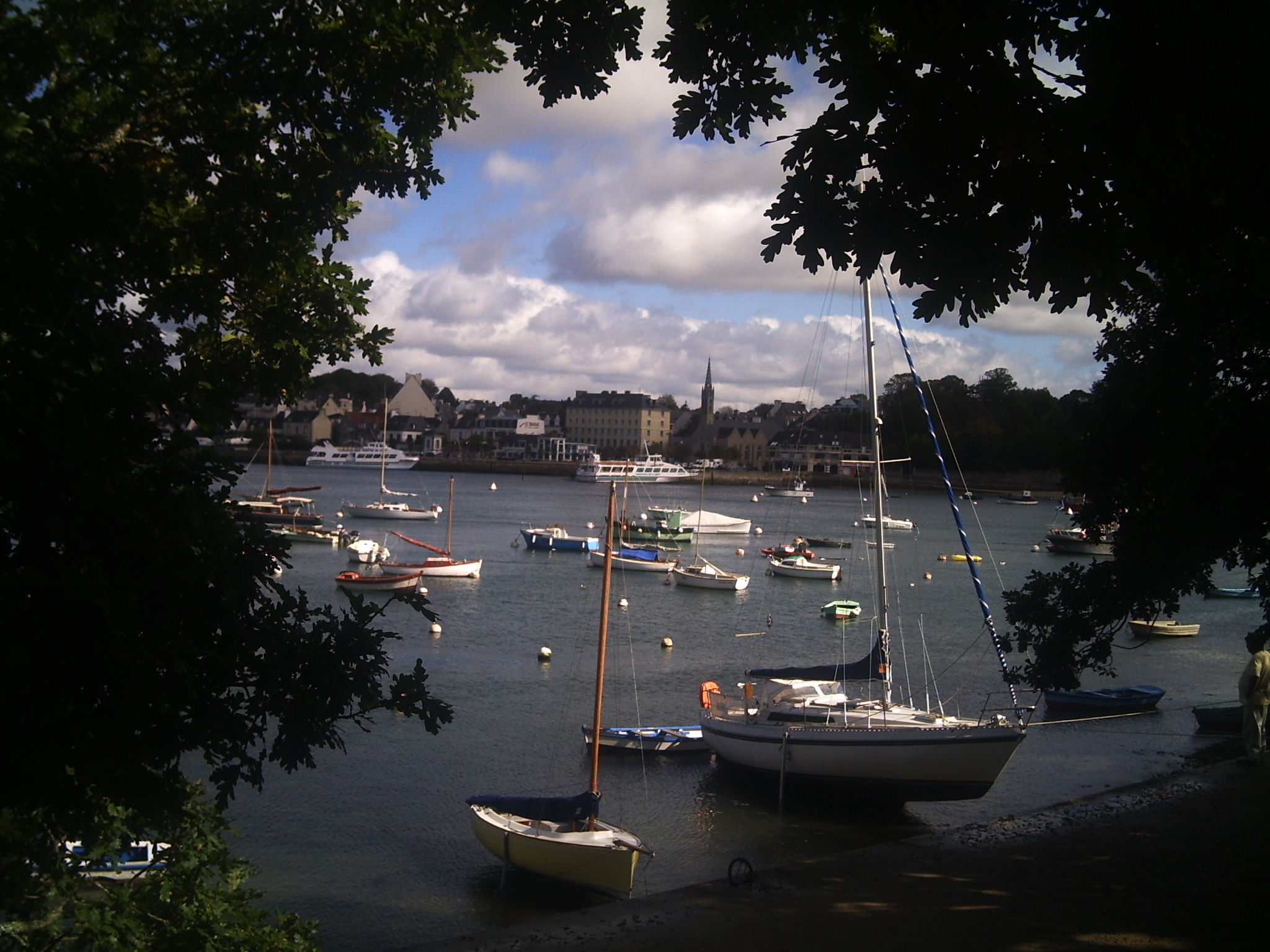
Vu de Sainte-Marine en 2007, Bénodet, seul port fouesnantais du quartier d'immatriculation GV.

### 2012

#### Vente déclarée en criée par les bateaux français
Les trois ports bigoudens disposant d'une criée sont gérés par la Chambre de commerce et d'industrie de Quimper Cornouaille. La vente déclarée en criée par les bateaux français représente, en 2012 :
- au Guilvinec, 17 924 t (− 0,3 % par rapport à 2011) pour une valeur de 62,8 millions € (− 4,5 %) et pour un prix moyen de 3,50 € le kilo (− 4,2 %) ;
- à Saint-Guénolé, 11 196 t (− 15,5 %) pour une valeur de 24,9 millions € (− 7,3 %) et pour un prix moyen de 2,22 € le kilo (+ 9,7 %) ;
- à Loctudy, 2 992 t (− 4 %) pour une valeur de 10 millions € (− 13,3 %) et pour un prix moyen de 3,34 € le kilo (− 9,7 %)[73].

En 2012, dans les trois criées bigoudènes, la vente « déclarée en criée » des bateaux français représente donc 32 112 tonnes (15,72 % de la production française) pour une valeur de 97,7 millions € (15,85 % de la valeur française).

#### Répartition par métier, en 2012
|                                | Guilvinec | Guilvinec           | Saint-Guénolé | Saint-Guénolé       | Loctudy | Loctudy             |
|                                | Tonnage   | Valeur (milliers €) | Tonnage       | Valeur (milliers €) | Tonnage | Valeur (milliers €) |
| ------------------------------ | --------- | ------------------- | ------------- | ------------------- | ------- | ------------------- |
| Chalutiers exclusifs           | 16 424    | 56 622              | 5 166         | 16 423              | 2 813   | 8 989               |
| Chalutiers non exclusifs       | 8         | 30                  | 238           | 980                 |         |                     |
| Senneurs                       | 527       | 1 937               | 5 129         | 4 832               | 80      | 122                 |
| Dragueurs                      |           |                     | 2             | 7                   |         |                     |
| Fileyeurs                      | 163       | 1 022               | 542           | 1 935               | 34      | 269                 |
| Fileyeurs caseyeurs            | 26        | 160                 | 45            | 184                 | 1       | 4                   |
| Fileyeurs métiers de l'hameçon | 55        | 212                 | 11            | 55                  | 47      | 470                 |
| Caseyeurs                      | 1         | 16                  | 2             | 6                   | 7       | 39                  |
| Caseyeurs métiers de l'hameçon | 9         | 95                  | 6             | 31                  |         |                     |
| Métiers de l'hameçon           | 462       | 1 840               | 52            | 444                 | 10      | 123                 |
| Divers métiers côtiers         | 2         | 8                   | 3             | 21                  |         |                     |
| Indéterminés                   | 247       | 892                 |               |                     |         |                     |
| TOTAL                          | 17 924    | 62 840              | 11 196        | 24 917              | 2 992   | 10 017              |

#### Principales espèces vendues en criée en 2012

##### Guilvinec
- Lotte : 4 444 t, pour une valeur de 22,9 millions €, à un cours moyen de 5,16 €
- Églefin : 2 745 t, pour une valeur de 3,6 millions €, à un cours moyen d'1,32 €
- Raie : 1 976 t, pour une valeur de 3,8 millions €, à un cours moyen d'1,97 €
- Cabillaud : 1 118 t, pour une valeur de 3,4 millions €, à un cours moyen de 3,13 €
- Cardine : 1 048 t, pour une valeur de 3,4 millions €, à un cours moyen de 3,27 €[76]

##### Saint-Guénolé
- Sardine marée : 4 519 t, pour une valeur de 3,2 millions €, à un cours moyen de 0,72 €
- Lotte : 974 t, pour une valeur de 4,8 millions €, à un cours moyen de 4,94 €
- Églefin blanc : 875 t, pour une valeur de 1 million €, à un cours moyen d'1,18 €
- Cabillaud : 782 t, pour une valeur de 2,2 millions €, à un cours moyen de 2,85 €
- Merlu : 683 t, pour une valeur d'1,3 million €, à un cours moyen de 2,04 €[77]

##### Loctudy
- Églefin : 541 t, pour une valeur de 0,6 million €, à un cours moyen d'1,16 €
- Cabillaud : 527 t, pour une valeur d'1,5 million €, à un cours moyen de 2,89 €
- Lotte : 413 t, pour une valeur de 2 millions €, à un cours moyen de 4,92 €
- Langoustine sud : 230 t, pour une valeur de 2,1 millions €, à un cours moyen de 9,32 €
- Raie : 205 t, pour une valeur de 0,4 million €, à un cours moyen d'1,99 €[78]

### 2013

#### Vente déclarée en criée par les bateaux français
- Guilvinec : 17 570 t (+ 1,6 % par rapport à 2012) pour une valeur de 64,2 millions € (+ 2,2 %)
- Saint-Guénolé : 11 060 t (− 1,2 %) pour une valeur de 23,8 millions € (− 4,2 %)
- Loctudy : 2 750 t (− 8 %) pour une valeur de 9,6 millions € (− 3,6 %)[79]

En 2013, dans les trois criées bigoudènes, la vente « déclarée en criée » par les bateaux français représente donc 31 380 tonnes (15,83 % de la production française) pour une valeur de 97,8 millions € (16,32 % de la valeur française). Les trois ports pointent respectivement, en valeur, aux 1re, 7e et 20e places du classement des ports français.

#### Prix moyen sous criée, en 2013
- Guilvinec : 3,66 € le kilo (+ 4,3 %)
- Saint-Guénolé : 2,04 € (− 5,5 %)
- Loctudy : 3,36 € (+ 3,1 %)[80]

#### Principales espèces vendues en criée en 2013

##### Guilvinec
- Lotte : 4 425 t, pour une valeur de 23 millions €, à un cours moyen de 5,21 €
- Églefin blanc : 2 091 t, pour une valeur de 3,8 millions €, à un cours moyen d'1,82 €
- Raie fleurie : 1 240 t, pour une valeur de 3,8 millions €, à un cours moyen d'1,94 €
- Cardine blonde : 1 044 t, pour une valeur de 2,7 millions €, à un cours moyen de 2,64 €
- Cabillaud : 931 t, pour une valeur de 2,8 millions €, à un cours moyen de 3,09 €[81]

##### Saint-Guénolé
- Sardine marée : 5 170 t, pour une valeur de 3,3 millions €, à un cours moyen de 0,65 €
- Lotte : 811 t, pour une valeur de 4 millions €, à un cours moyen de 5,02 €
- Églefin blanc : 747 t, pour une valeur d'1,2 million €, à un cours moyen d'1,61 €
- Merlu : 646 t, pour une valeur d'1,3 million €, à un cours moyen de 2,11 €
- Anchois : 605 t, pour une valeur d'1,8 million €, à un cours moyen de 3,02 €[82]

##### Loctudy
- Églefin blanc : 471 t, pour une valeur de 0,7 million €, à un cours moyen d'1,58 €
- Lotte : 440 t, pour une valeur de 2,2 millions €, à un cours moyen de 5,08 €
- Cabillaud : 353 t, pour une valeur d'1 million €, à un cours moyen de 3 €
- Cardine blonde : 284 t, pour une valeur de 0,4 million €, à un cours moyen de 1,71 €
- Merlu : 226 t, pour une valeur de 0,3 million €, à un cours moyen d'1,63 €[83]

### Évolution sur 10 ans
De 2003 à 2013, Guilvinec passe en tonnage de 18 805 à 17 570 (− 6,56 %), Saint-Guénolé de 13 092 à 11 060 (− 15,52 %) et Loctudy de 8 104 à 2 750 (− 66,14 %).

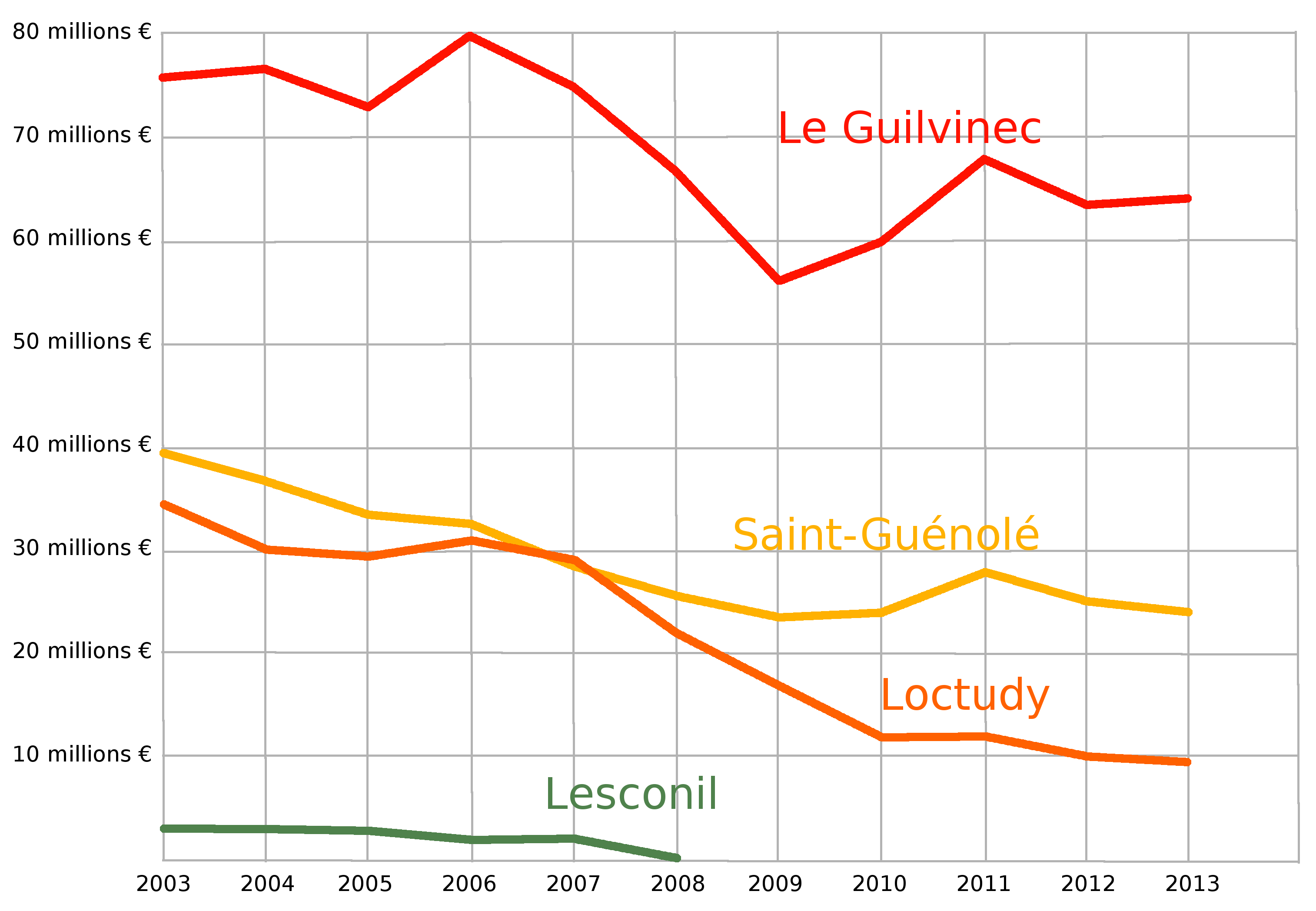
Évolution de la valeur dans les criées de 2003 à 2013 (en euros 2013).

Sur la même période, Guilvinec passe en valeur de 75,8 à 64,2 millions € (− 15,35 %), Saint-Guénolé de 39,5 à 23,8 millions € (− 39,88 %) et Loctudy de 35,1 à 9,6 millions € (− 72,65 %).
Pour le pays Bigouden, en incluant Lesconil, le tonnage passe de 40 480 à 31 380 (− 22,48 %) et la valeur de 153,7 à 97,7 millions € (− 36,51 %). Les valeurs sont exprimées en euros 2013.

### 2014

#### Vente déclarée en criée par les bateaux français (données provisoires)
- Guilvinec : 17 664 t (+ 0,5 % par rapport à 2013) pour une valeur de 64,8 millions € (+ 0,9 %)
- Saint-Guénolé : 9 762 t (− 11,7 %) pour une valeur de 19 millions € (− 20,1 %)
- Loctudy : 2 875 t (+ 4,5 %) pour une valeur de 10,7 millions € (+ 11,4 %)[86]

En 2014, dans les trois criées bigoudènes, la vente « déclarée en criée » par les bateaux français représente donc 30 301 tonnes pour une valeur de 94,5 millions €. Les trois ports pointent respectivement, en valeur, aux 1re, 12e et 20e places du classement des ports français.

#### Prix moyen sous criée, en 2014 (données provisoires)
- Guilvinec : 3,67 € le kilo
- Saint-Guénolé : 1,96 €
- Loctudy : 3,73 €[86]

## Perspectives
L'avenir paraît compliqué pour la pêche bigoudène. Certes, les marins se montrent désormais responsables en ce qui concerne la gestion de la ressource. Ils ont notamment mis en œuvre en 2008 la charte des « contrats bleus », afin de s'engager « dans une dynamique durable et indispensable à la sécurité alimentaire et environnementale ». Mais, depuis 2002, la pêche (notamment la petite pêche et la côtière) n'attire plus les jeunes. Jugeant le métier dangereux, pénible, à revenus aléatoires, sans avenir, ils sont plutôt attirés par le service à l'offshore et la marine marchande. Dans le même temps, les bateaux vieillissent, les patrons et les matelots également. Les pêcheurs bigoudens doivent aussi composer avec la concurrence déloyale, avec les plans de sortie de flotte, avec la hausse des carburants, avec les quotas, avec un écheveau kafkaïen de réglementations européennes, sans oublier le clapage dans les zones de pêche (vases rejetées à l'occasion du dragage de ports).

### La crise de la pêche en 2024 en Cornouaille et notamment en Pays bigouden
En 2024 les ports cornouaillais ont vu débarquer 34 000 tonnes de poisson, soit une diminution de 5 257 tonnes de leurs ventes sous criée et de 2 860 des ventes hors criée par rapport à 2023, en tout une baisse de 19 % ; les ports enregistrent des bilans contrastés : Le Guilvinec 9 951 tonnes (- 8,6 %), Douarnenez 5 047 tonnes (- 4,2 %), Loctudy 2 980 tonnes (+ 3,58 %), Penmarc'h 2 891 tonnes (- 55,7 %), Concarneau 2 543 tonnes ( - 16,5 %) et Audierne 1 198 tonnes (- 6,91 %) ; pour une valeur totale de 126 millions d'euros, la perte globale est de 7,56 millions d'euros par rapport à 2023.
Cette crise dure depuis une vingtaine d'années (- 1 300 tonnes de poisson en moins en moyenne chaque année). Les causes principales de ce déclin sont le plan de sortie de flotte consécutif au Brexit (34 bateaux concernés  dans le Finistère, dont 26 dans le Pays Bigouden) et l'interdiction de la pêche pendant un mois dans le Golfe de Gascogne afin de protéger les dauphins. La crise frappe davantage la pêche hauturière (il subsiste 22 hauturiers au Guilvinec et 6 à Loctudy) que la pêche côtière, laquelle, avec environ 500 bateaux, représente en 2024 un tiers du tonnage pêché, mais 58 % de la valeur totale.

## Tissu économique lié
Au contraire du tourisme dont la saison est très courte et qui génère des emplois précaires, la pêche joue tout au long de l'année un rôle important dans l'économie du pays Bigouden, faisant vivre de nombreux secteurs : mareyage, usine de transformation, avitaillement, filature, mécanique, électricité, peinture, administration… Le comité de bassin d'emploi estime en 2009 qu'un emploi en mer induit 4,3 emplois à terre. Ce sont donc plus de 3 000 emplois à terre dont le destin est lié à celui de la pêche bigoudène.
Le chantier naval Glehen Pierre et Fils, créé en 1911, a assuré la construction jusqu'en 1974 de petits chalutiers et navires en bois, principalement destinés à la pêche, avec un hangar sur l'arrière port du Guilvinec, appelé cimetière à bateau. Le Guilvinec, site historique de la société, assure grâce à des locaux situés sur le quai du port de pêche, les réparations navales et demeure le siège social de la société. La construction navale se situe principalement  au port du Rosmeur à Douarnenez, le site du Gilvinec ne pouvant construire que de petites unités.

### Films
- Charles Menzies, Face à la tempête, sur anthfilm.anth.ubc.ca, 2008. Film canadien de 35 minutes (version française, accompagnée de la version anglaise Weather the storm, the fight to stay local), fruit d'une étude anthropologique sur le quartier maritime du Guilvinec.
- André Espern,  Pêcheur de langoustines, sur baladin.fr, Bretagne-video.fr, 2009. Une journée de pêche à bord de l’Ynizan, chalutier de Lesconil (antérieur à la fermeture de la criée).